# Phanerotoma buchneri
Phanerotoma buchneri är en stekelart som beskrevs av Josef Fahringer 1932. Phanerotoma buchneri ingår i släktet Phanerotoma och familjen bracksteklar. Inga underarter finns listade i Catalogue of Life.